# 플라이두바이 981편 추락 사고
플라이두바이 항공 981편은 2016년 3월 19일 아랍에미리트 두바이의 두바이 국제공항에서 이륙한 후 러시아로 향하던 항공편이다. 55명의 승객과 7명의 승무원이 타고 있었다. 사고난 항공기는 미국 보잉사 보잉 737-800기종이다. 사고기는 승객과 승무원 62명을 태운 아랍에미리트 저가항공 여객기가 로스토프나두노 공항의 기상 악화로 여러번 착륙을 시도하다 실패하여 공항 주변에 추락한 것으로 보인다.

## 공식 사이트
- Official statements from Flydubai airline (영어)/(아랍어)/(러시아어)
- Official list of victims from EMERCOM (영어)
- Official profile of the accident investigation from the 주제항공위원회 (영어)

## 같이 보기
- 중화항공 140편 추락 사고
- 아에로플로트 821편 추락 사고
- 타타르스탄 항공 363편 추락 사고
- 2020년 칼라바사스 헬리콥터 추락 사고